# Rejon centralny (Mińsk)
Rejon centralny (biał. Цэнтральны раён) - administracyjny rejon Mińska, stolicy Białorusi, położony w północnej i środkowej części miasta. Powierzchnia 41 km², 111,2 tys. mieszkańców.
Utworzony w 1969. W 2000 przyłączono do niego fragment terytorium rejonu frunzeńskiego.

## Gospodarka
Na terenie rejonu znajduje się 26 przedsiębiorstw przemysłowych, w tym ZAT "Atłant", AAT "Haryzont", SP ZAT "Miławica", KUP "Minskchlebpram", a także 37 firm budowlanych - ogółem ponad 7 tys. podmiotów gospodarczych. Działa także ok. 400 sklepów, w tym dwa duże domy towarowe: "HUM" i "Dom Handlowy na Niemidze".

## Kultura
W terenie rejony znajduje się 25 instytucji kulturalnych, w tym Pałac Republiki, 4 biblioteki, 5 teatrów, 3 kina, 7 muzeów, 4 kluby, dziecięca szkoła muzyczna. W 20 instytucjach edukacyjnych uczy się 15,5 tys. osób. Działają trzy uczelnie wyższe: Akademia Muzyczna, Białoruski Państwowy Uniwersytet Kultury Fizycznej, Instytut Parlamentaryzmu i Przedsiębiorczości. Istnieją też: Mińska Uczelnia im. Aleksandra Suworowa i Uczelnia Muzyczna im. Hlinki.
Służba zdrowia na terenie rejonu dysponuje szpitalami nr 2 i 7, szpitalem dziecięcym nr 2 a także oddziałami endokrynologicznym i narkologicznym.